# Харко, Пётр Викентьевич
Пётр Вике́нтьевич Харко́ (Харько́) (30 ноября 1871, Конотоп — 20 мая 1933, Москва) — русский архитектор, дизайнер, реставратор, один из мастеров московского модерна.

## Биография
Родился в Конотопе в семье мещанина Викентия Иосифовича Харко. Окончил Борзенское городское училище в городе Борзне Черниговской губернии.
В 1890 году поступил в Московское училище живописи, ваяния и зодчества, которое окончил в 1898 году со званием неклассного художника архитектуры. Архитектор работал преимущественно в стиле модерн. Сотрудничал с живописцем-реставратором Ф. К. Макаровым. В 1904 году спроектировал церковь с колокольней на погосте села Гвоздино близ Орехова-Зуева. Потомственный почётный гражданин. Жил в собственном доме на углу Большого и Малого Козихинских переулков. В ноябре 1908 г. был избран действительным членом Московского общества любителей аквариума и комнатных растений.
Зодчий пережил революцию, в семье его родственников в Подмосковье хранится спроектированная П. К. Харко специально для своей квартиры мебель.
Умер в Москве 20 мая 1933 года. Похоронен на Ваганьковском кладбище.

## Постройки

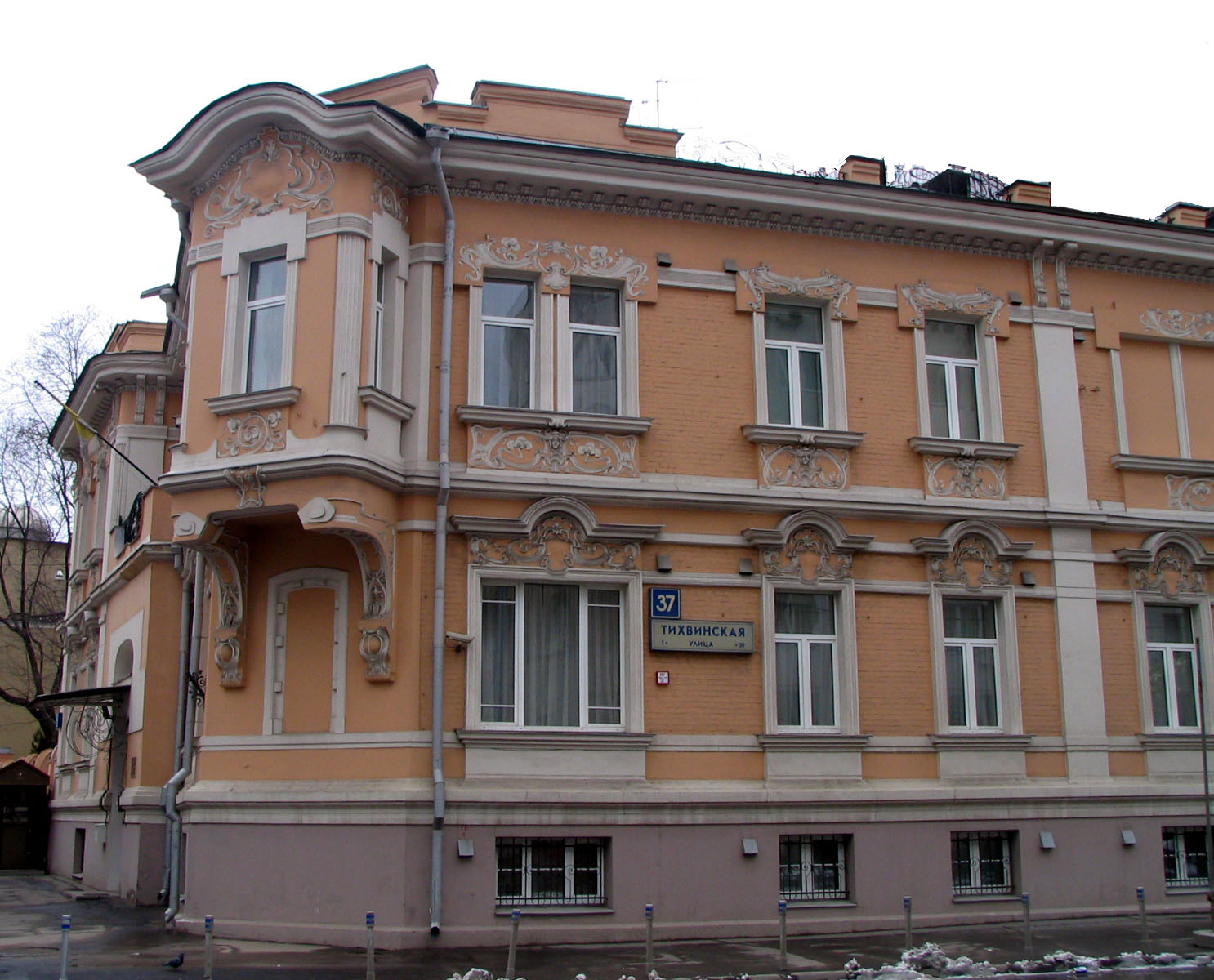
Вадковский переулок, 7/37, Посольство Святого Престола

- Корпуса чаеразвесочной фабрики «Торгово-промышленное товарищество преемник Алексея Губкина А. Кузнецов и К», при участии С. М. Жарова (1901, Москва, Нижняя Сыромятническая улица, 11 стр. 1)[7][Комм 1];
- Ремонт и реставрация отдельных помещений главного усадебного дома князей Юсуповых (1901, Архангельское);
- Особняк И. А. Калинина (1902, Москва, Бакунинская улица, 4);
- Церковь Покрова Пресвятыя Богородицы Каринкинской старообрядческой общины (1902, Москва, Большой Факельный переулок, 18, стр. 1, во дворе)[8];
- Особняк А. М. Бабушкина (1902, Москва, Садовническая улица, 61);
- Часовня Никиты Великомученика в Гвоздне (1904, 1 км южнее д. Чёлохово Егорьевского района Московской области), сломана в 1930-х годах; восстановлена в 2003 г.[9];
- Особняк А. В. Маркина (1905, Москва, Вадковский переулок, 7/37 — Тихвинская улица, 37/7);
- Доходный дом (1906, Москва, переулок Васнецова, 14);
- Доходный дом (1906, Москва, Старопименовский переулок, 8);
- Доходный дом (1906, Москва, Мещанская улица, 9/14);
- Часовня при Московских скотопромышленной и мясной биржах (бойнях) (1906, Москва, Сибирский проезд, 2), не сохранилась[10];
- Доходный дом В. Н. Субботина (1907, Москва, Малый Козихинский переулок, 8);
- Павильон Общества акклиматизации животных и растений (1908, Москва, Конюшковская улица, 31);
- Колокольня и ворота церкви Покрова Пресвятыя Богородицы Каринкинской старообрядческой общины (1909, Москва, Большой Факельный переулок, 18);
- Ремонтные работы в московском доме князей Юсуповых (1900-е, Москва, Большой Харитоньевский переулок, 21);
- Перестройка и изменение фасада дома А. А. Оттен (1900-е, Москва, Леонтьевский переулок, 20);
- Доходный дом С. К. Богоявленского (1911, Москва, Фурманный переулок, 10, правая часть);
- Часовня Серафима Саровского при подворье Троицкого Серафимо-Дивеевского монастыря (1911—1912, Москва, проспект Мира, 20, корп. 2), перестроена[11];
- Доходный дом С. И. Пузенкова (1912, Москва, Малый Козихинский переулок, 10, во дворе);
- Доходный дом (1913, Москва, Первый Неопалимовский переулок, 16);
- Доходный дом (1917, Москва, Бакунинская улица, 6 стр. 1)[7].

## Семья
- Сын — Лев Харко (1899–1961), археолог и искусствовед, основатель и первый заведующий отделом нумизматики ГМИИ (1945–1952)[3][12].
- Сын — Анатолий Харко, работал в Московском губернском кооперативном объединении инвалидов (МОСГИКО)[3].
  - Внучка — Людмила Анатольевна Харко[3].

## Комментарии
1. ↑  Здесь и далее проекты и постройки даны по М. В. Нащокиной, с необходимыми дополнениями и уточнениями.